# Mésange huppée
Lophophanes cristatus
Pour les articles homonymes, voir Huppe (homonymie).
Espèce
Synonymes
- Parus cristatus

Statut de conservation UICN

 LC  : Préoccupation mineure
Répartition géographique
La Mésange huppée (Lophophanes cristatus, anciennement Parus cristatus) est une espèce de passereaux de la famille des Paridés qui peuple presque toute l'Europe jusqu'à l'Oural, sauf l'Irlande, l'Italie (au sud de l'arc alpin), certaines régions des Balkans et des Carpates, et le nord de la Scandinavie.
Elle est la seule mésange européenne dotée d'une huppe, noire à motifs blancs, ce qui la rend facile à reconnaître. Cette huppe est érigée en situation d'alerte, mais aussi lors des parades nuptiales. Le reste du plumage est brun chamois sur le dessus et gris-beige sur le dessous.
Cette mésange peuple les bois de conifères, en particulier les pins et les épicéas, en montagne et en plaine, un habitat qu'elle partage fréquemment avec le Grimpereau des bois, la Mésange noire, la Mésange nonnette et le Roitelet huppé. Au sud de son aire de répartition, elle est plus tolérante sur son habitat et peut également se trouver dans des feuillus. Comme la plupart des mésanges, elle est cavicole : elle aménage son nid dans la cavité d'un arbre mort ou sénescent. Elle peut également réutiliser une cavité déjà existante, comme la loge d'un pic, un gîte d'Écureuil roux, ou emménager dans un nichoir artificiel.
La période de reproduction s'étend de fin avril à début juin, la date de ponte variant suivant la région. Cinq à huit œufs sont couvés par la femelle pendant treize à dix-huit jours. Les deux parents nourrissent ensuite les juvéniles pendant seize à vingt jours. Le succès reproducteur est également variable : il va de 4,7 jeunes par nichée en Finlande à 5,9 dans le sud de l'Allemagne.
La Mésange huppée se nourrit d'insectes et d'araignées. Elle complète son régime en hiver par des graines de conifères et des baies. Comme d'autres mésanges, elle cache sa nourriture en prévision de la mauvaise saison.
Sédentaire, elle peut s'observer toute l'année dans la plus grande partie de son aire de répartition. Sa population, de tendance stable, est estimée en 2021 entre 9,2 et 16,4 millions d'individus. Elle est classée espèce de préoccupation mineure par l'Union internationale pour la conservation de la nature.

## Noms et étymologie
Le nom générique Lophophanes vient du nom grec ancien lophos, la crête ou huppe, et du verbe phainō, montrer. Le nom spécifique cristatus vient du latin et signifie « huppé, porteur d'une crête ».
Le mot français mésange vient d'une forme germanique *meisinga, qui désigne cet oiseau et se retrouve en allemand (Meise). Son nom en français est transparent, comme dans la plupart des langues européennes : Haubenmeise en allemand, crested tit en anglais, Λοφιοπαπαδίτσα en grec, cincia dal ciuffo en italien, toppmeis en norvégien, chapim-de-poupa en portugais, pițigoi moțat en roumain, хохлатая синица en russe, etc. En espagnol, elle est la mésange capucin (herrerillo capuchino), en référence au capuchon pointu que portent les religieux capucins.

## Description
Cet oiseau mesure 11,5 cm pour une envergure de 17 à 20 cm et une masse de 10 à 13 g. Son gabarit est proche de celui de la Mésange nonnette (Poecile palustris), mais la forme de sa tête se rapproche davantage de celle de la Mésange bleue (Cyanistes caeruleus). Fait unique parmi les petits oiseaux forestiers du Paléarctique occidental, elle arbore sur la tête une huppe noire très prononcée, ce qui la rend très facile à reconnaître. Elle porte un bandeau oculaire noir en forme de croissant de chaque côté de la tête, ainsi qu'une bavette et un collier noirs. Le corps est brun roux sur le dessus et blanc crème sur le dessous.
Les deux sexes sont indistinguables sur le terrain. En moyenne, la femelle possède une huppe plus courte que celle du mâle et son bandeau oculaire est plus fin. La huppe des jeunes est encore plus courte, mais le reste du plumage est identique à celui des adultes. Il n'existe pas de moyen connu de distinguer les jeunes de première année des oiseaux plus âgés.

### Communication
La Mésange huppée est un oiseau agité et bavard. Son chant est un trille rapide et aigrelet, tr-ri-ri-ri, souvent décrit comme un rire ou un ricanenement, souvent précédé de notes plus pures, tsi-tsi-tsi, qui font penser à celles des roitelets. Il peut faire office de cri d'alarme comme de véritable chant. Au sommet de l'excitation, l'oiseau redresse franchement sa huppe et frétille en vocalisant.
À l'instar des autres mésanges, la Mésange huppée pousse des cris fins et aigus quand elle cherche sa nourriture ou qu'elle volette dans les branches. Il est alors possible de la confondre avec les autres mésanges ou avec les roitelets, mais le timbre impur de ses cris est caractéristique pour une oreille exercée.

## Écologie et comportement

### Alimentation

#### Régime alimentaire
La Mésange huppée consomme de petits invertébrés, au stade adulte, larvaire ou œuf : les demoiselles et les petites libellules (Odonata), les mouches de pierre (Plecoptera), les éphémères (Ephemeroptera), les hémiptères (Hemiptera), dont les pucerons (Aphidoidea), les névroptères (Neuroptera), les sauterelles (Orthoptera), les papillons (Lepidoptera), les mouches (Diptera), les trichoptères (Trichoptera), les abeilles et guêpes (Hymenoptera), les scarabées (Coleoptera), les araignées (Araneae), les vers de terre (Oligochaeta) et les petits escargots et limaces (Gastropoda).
Elle se nourrit également de graines d'épicea (Picea), de pin (Pinus), de sapin (Abies) et de Douglas (Pseudotsuga menziesii), de cyprès (Chamaecyparis), de hêtre (Fagus), de bouleau (Betula), de peuplier (Populus), d'églantier (Rosa) et de nerprun (Rhamnus), de baies de genièvre, d'aubépine (Crataegus), de sorbier (Sorbus) et de cornouiller (Cornus). Elle boit la sève de bouleau, de peuplier et d'érable (Acer). Une étude en Norvège a montré que les végétaux représentent jusqu'à 50 % de son régime alimentaire hivernal.
La Mésange huppée fréquente volontiers les mangeoires, où elle apprécie les cacahuètes, les graines de tournesol, les graines de céréales et les boules de graisse. En ville, elle se nourrit aussi de restes de pain et de gâteaux,.

#### Techniques de nourrissage
Quand elle cherche sa nourriture, elle fouille avec énergie l'écorce des arbres et les crevasses, secoue le lichen avec son bec et explore méthodiquement les bourgeons et aiguilles de pins. Acrobate, elle est aussi efficace la tête à l'endroit qu'à l'envers et peut s'agripper à l'extrémité des branchettes ou des aiguilles.
Une étude menée dans une forêt de pins sylvestres de la sierra de Guadarrama, au centre de l'Espagne, montre que sur 290 observations, elle perche à l'endroit dans 71 % des cas, elle se supend à des branchettes ou aiguilles dans 28 % des cas et s'accroche verticalement dans 1 % des cas. Dans un tiers des observations, elle cherche sa nourriture au sol, essentiellement des insectes ou des graines tombées des arbres. Quand elle est dans les pins, elle opère le plus souvent entre 4 et 16 m. En Suède, sur 1 145 observations, elle se nourrit à 78 % dans les pins, à 12 % au sol, à 7 % dans des bouleaux et à 3 % dans des épicéas. En Écosse, la recherche de nourriture se pratique à plus de 80 % dans les pins sylvestres, souvent sur leurs troncs, avec une proportion plus importante l'hiver d'exploration au sol.
Les insectes plus grands que 1 cm sont maintenus avec la patte, démembrés avec le bec et consommés en morceaux. Les larves de grande taille sont étêtées avec le bec, puis battues contre une branche et transférées à la patte pour consommation. Les ailes des papillons sont souvent jetées, de même que les intestins des grosses larves. La Mésange huppée enlève généralement la coque des pignons de pin et d'épicéa avant de les manger : elle les maintient avec ses pattes contre une branche et les martèle avec son bec pour les ouvrir, la coque étant jetée après consommation.
Comme d'autres mésanges, la Mésange huppée cache sa nourriture. Dans une étude norvégienne, ses caches sont constituées à 80 % de matière végétale (pignons de pin et d'épicéa, graines de Galeopsis), mais comprennent aussi des larves de papillons, des araignées et d'autres petits invertébrés. Quand elle est en présence d'une source importante de nourriture, comme un conifère dont les cônes s'ouvrent, elle peut cacher intensivement, au rythme d'un pignon toutes les 30 ou 60 secondes, pendant le plus clair de la journée. Ses caches se situent dans un rayon de 30-60 m autour de la source de nourriture et se trouvent le plus souvent dans un arbre, partiellement recouvertes par des morceaux de lichen ou d'écorce. La Mésange huppée ne constitue pas de garde-manger : chacune des caches ne contient qu'un aliment à la fois,.

### Comportement social

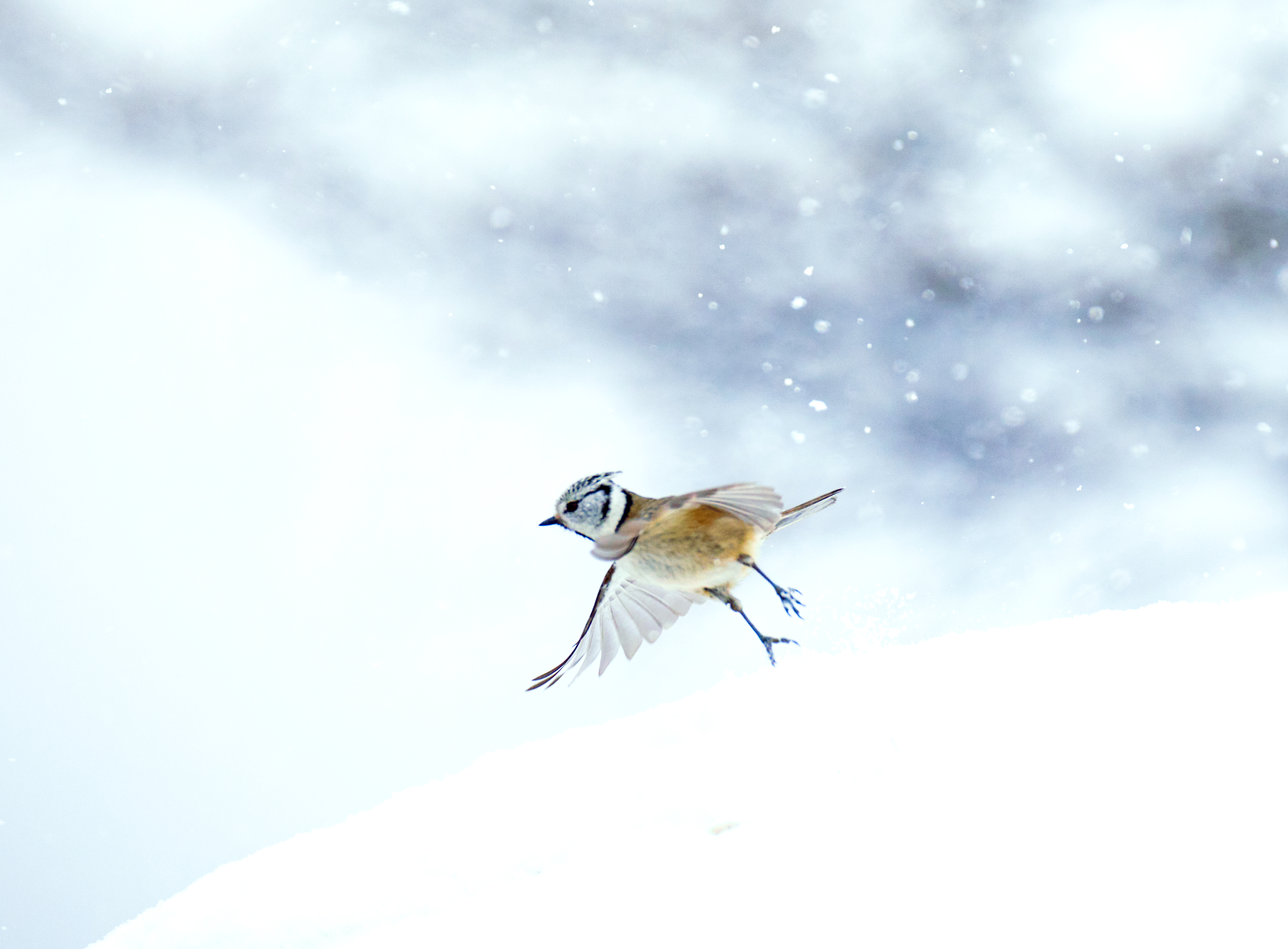
En hiver, la Mésange huppée forme de petits groupes sociaux et se nourrit aux côtés d'autres espèces.

La Mésange huppée est socialement monogame. Elle forme des couples stables pour autant que les deux conjoints survivent, même si le divorce n'est pas inconnu. L'information manque sur les modalités de formation du couple.
Hors période de reproduction, la Mésange huppée est un oiseau grégaire, qui forme de petits groupes sociaux susceptibles de se nourrir avec d'autres espèces, comme des grimpereaux (Certhia) ou des Roitelets huppés (Regulus regulus). Dans le sud de la Suède, ces groupes comptent deux à quatre membres (en moyenne 2,9), typiquement constitués du couple reproducteur de la saison précédente et d'un ou plusieurs jeunes non apparentés. Ils défendent des territoires de 20 ha en moyenne. Dans le nord de la Belgique, les vols hivernaux sont constitués de deux à six membres, typiquement deux adultes et de deux jeunes non apparentés, qui contrôlent un territoire commun de 11,3 ha en moyenne. La défense du territoire est assurée principalement par les mâles subordonnés, qui patrouillent aux frontières.
L'espèce est, selon les populations, résidente ou migratrice à courte distance. Les individus de plaine conservent leur territoire toute l'année, tandis que les individus montagnards effectuent une migration altitudinale, descendant dans les vallées en hiver.

### Reproduction
La Mésange huppée est cavernicole, c'est-à-dire qu'elle construit son nid dans une cavité. Elle l'aménage souvent dans le bois pourri d'un arbre malade ou mort,.
En Écosse, dans les Cairngorms, la plupart des nids se trouvent à moins de 3 m de hauteur dans une souche de pin, mais quelques-uns se trouvent dans un Aulne glutineux (Alnus glutinosa) et dans un Bouleau verruqueux (Betula pendula), voire dans un piquet de clôture. Une étude plus récente menée dans la même région montre que sur 36 nids, tous sont situés dans un Pin sylvestre, à l'exception d'un pratiqué dans un bouleau. Huit nids se trouvent dans une souche, 25 dans un arbre mort, deux dans des branches mortes d'un arbre vivant et un dans un arbre vivant et mature. Seuls deux de ces nids sont pré-existants : l'un est une ancienne loge de Pic épeiche (Dendrocopus major) dans l'arbre vivant et l'autre est aussi une ancienne loge, mais dans un arbre mort.
De manière exceptionnelle, la Mésange huppée a été observée en Grande-Bretagne nichant dans l'ancien nid d'un Écureuil roux (Sciurus vulgaris) ou d'une Corneille mantelée (Corvus corone cornix) et même dans le creux d'un piquet métallique. Dans le sud de l'Espagne, elle pratique fréquemment son nid dans les fondations d'une aire de rapace.
En Écosse, l'excavation est réalisée par la femelle seule et dure environ cinq jours. Pendant ce temps, le mâle garde sa femelle, la ravitaille en nourriture et lui apporte des matériaux pour la coupe du nid. Le gros du travail se fait le matin, puis de 17 heures à 19 heures. En Belgique, le mâle participe dans un tiers des cas à la construction du nid.

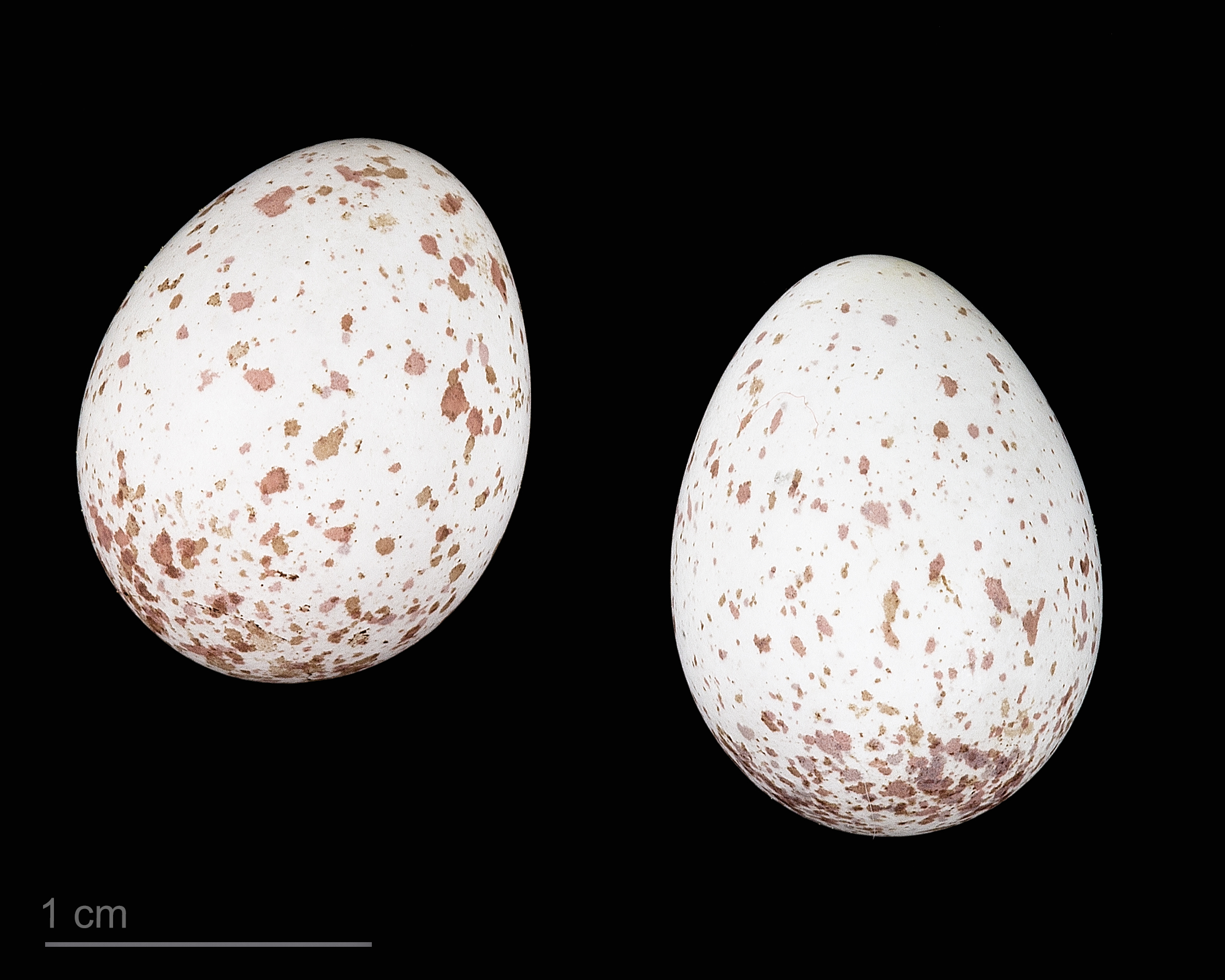
Œufs de mésange huppée, Muséum de Toulouse

La période de ponte est variable suivant la région. Dans une étude menée de 1975 à 1983 dans la région d'Oulu, en Finlande, la ponte la plus précoce a lieu le 17 avril, tandis que les dernières prennent place les 8 et 15 mai ; aucune seconde ponte n'est entreprise quand la première échoue, par exemple à cause de la prédation. Dans ce pays, les archives de baguage au nid montrent que les dates de ponte sont devenues plus précoces des années 1920-1930 aux années 1950-1960, puis plus tardives des années 1960 aux années 2000. Ces tendances s'expliquent par l'évolution des températures, mais aussi par d'autres facteurs. Dans la forêt d'Abernethy, en Écosse, les pontes ont lieu début mai. Dans le nord de l'Italie, les pontes les plus précoces interviennent dès la fin mars à basse ou moyenne altitude. Dans le sud de l'Espagne, la période de ponte va de mars à mai.
La taille des pontes est également variable : dans le sud de l'Espagne, elles vont trois à six œufs, la moitié des pontes comptant cinq œufs et 30% six. En Italie, elles vont de cinq à neuf œufs, avec des pontes exceptionnelles de quatre et onze œufs. Les pontes sont plus réduites dans le nord de l'aire de répartition : en Finlande du nord, elles comptent de trois à cinq œufs. Les œufs mesurent en moyenne 16,5 × 12,7 mm chez la sous-espèce nominale et 16,2 × 12,2 mm en Italie du nord (L. c. mitratus). Ils sont blancs, avec des taches d'un rouge sombre, rouille à violacé, plus nombreuses à la grosse extrémité. 
La femelle assure l'incubation pendant 13 à 18 jours. L'éclosion est synchronisée. Les juvéniles sont nourris par les deux parents et s'envolent après 16 à 22 jours. Ils restent ensuite dépendants de leurs parents pendant quelques jours.

### Survie
En 2023, la plus grande longévité enregistrée chez une Mésange huppée baguée européenne est de 11 ans et 11 mois pour un oiseau finlandais contrôlé par le bagueur, suivie par une donnée de 11 ans et 6 mois, toujours pour un oiseau finlandais et dans les mêmes circonstances. En Grande-Bretagne, le record est de 7 ans et 11 mois pour un oiseau bagué dans sa première année à Nethy Bridge, dans le Strathspey.

## Répartition et habitat

### Répartition

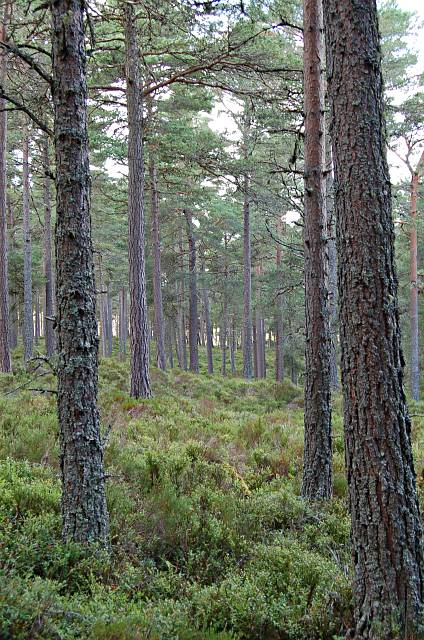
En Grande-Bretagne, la Mésange nonnette est sans doute relictuelle : elle est cantonnée à la forêt calédonienne en Écosse.

Cette espèce peuple presque toute l'Europe jusqu'à l'Oural, sauf l'Irlande, l'Italie (au sud de l'arc alpin), certaines régions des Balkans et des Carpates, et le nord de la Fennoscandie. Son aire de répartition est estimée à 11,6 millions de km².
En Grande-Bretagne, la Mésange huppée est la plus rare et la plus circonscrite de toutes les mésanges. Elle n'a été observée que dans les forêts extensives de pins des vallées des Highlands écossais, où elle est présente dans le Strathspey, la plaine côtière de Moray et l'est du Ross, le Great Glen et le bassin de la rivière Beauly. Son aire de répartition était sans doute bien plus importante lorsque la forêt calédonienne recouvrait plus largement l'Écosse, mais s'est restreinte avec les vastes déforestations menées du Moyen Âge à la fin du XIXe siècle.
Quelques individus erratiques ont été observés en Angleterre : dans l'île de Wight (L. c. mitratus) avant 1844, dans le nord du Yorkshire (L. c. cristatus en mars 1872) ou encore dans la réserve naturelle de Hauxley (L. c. mitratus), dans le Northumberland, en août et septembre 1984.
La Mésange huppée est absente d'Irlande, mais pourrait y avoir niché avant la destruction massive des forêts de pins qui recouvraient l'île aux débuts de l'Holocène.
En Italie, l'espèce est présente dans les Alpes, avec quelques noyaux isolés dans la haute plaine de Lombardie, les collines du Piémont (Langhe, Roero, collines turinoises), le plateau du Karst aux environs de Trieste, en Ligurie (sur la côte comme dans les montagnes) et l'Apennin du Nord. Elle est en expansion dans ce pays, à la faveur des plantations de conifères, et de pins en particulier.

### Habitat
La Mésange huppée vit dans les latitudes supérieures à intermédiaires du Paléarctique occidental, allant jusqu'aux zones de montagne méditerranéennes en limite sud de son aire de répartition.
Dans le nord de l'Europe, la Mésange huppée fréquente les forêts de pins (Pinus) et d'épiceas (Picea), notamment les stations d'Épicéa commun (Picea abies). En Écosse, elle semble confinée aux peuplements matures de Pin sylvestre (Pinus sylvestris), éventuellement parsemés de feuillus : bouleaux (Betula) et aulnes (Alnus). En Belgique, elle occupe les grands pins et épicéas délaissés par les autres mésanges.
Dans le reste de l'Europe, elle se trouve dans des habitats plus divers, y compris les boisements plus ouverts, mais dotés d'une bonne couverture en buissons et d'arbres morts où elle fait son nid. Elle se trouve ainsi dans les Chênes sessiles (Quercus petraea) de la forêt de Tronçais (département français de l'Allier), dans des vergers de pommiers en Normandie, dans les forêts de hêtres des Pyrénées et, de manière exceptionnelle, dans celles de chêne-liège (Quercus suber) en Andalousie. À l'instar de la Mésange noire (Periparus ater), avec qui elle cohabite souvent, elle se montre plus tolérante dans sa sélection d'habitat au sud de son aire de répartition.
Elle est présente jusqu'à la limite des arbres, soit une altitude d'un peu plus de 600 m en Écosse. Elle est franchement montagnarde dans le sud de l'Europe, allant jusqu'à 1 800 m d'altitude en Autriche, de 800 à 1 900 m en Italie et de 1 000 à 2 300 m dans les Balkans et le nord de la Grèce. Des Mésanges huppées ont été contactées au chant jusqu'à 2 250–2 300 m dans les provinces de Coni, Turin et Trente, dans l'arc alpin.

### Effectifs
En 2021, les effectifs de l'espèce étaient estimés entre 9,7 et 17,4 millions d'individus adultes (territoriaux), dont 9,2 et 16,4 millions en Europe, qui représente 95 % de l'aire de répartition. L'Espagne accueille la population la plus importante, avec 1,6 à 2,5 millions d'individus, soit 17 % des effectifs européens, suivie par la Russie, avec 1 à 2 millions, soit 12 %.

## Classification

### Taxinomie
La Mésange huppée a été formellement décrite par Carl von Linné en 1758 sous le protonyme Parus cristatus et rangée dans le genre Parus, avec l'ensemble des mésanges d'Afrique, d'Amérique du Nord et d'Eurasie. Une analyse de 2005 du cytochrome b de ces espèces pousse à reclasser dans le genre Lophophanes les deux espèces huppées de l'Ancien Monde, à savoir la la Mésange huppée et la Mésange des bouleaux (Lophophanes dichrous). Lophophanes avait été introduit en 1829 par le biologiste allemand Johann Jakob Kaup.
Des hybrides sont connus avec la Mésange noire (Periparus ater), la Mésange boréale (Parus montanus) et la Mésange nonnette (Poecile palustris).

### Sous-espèces

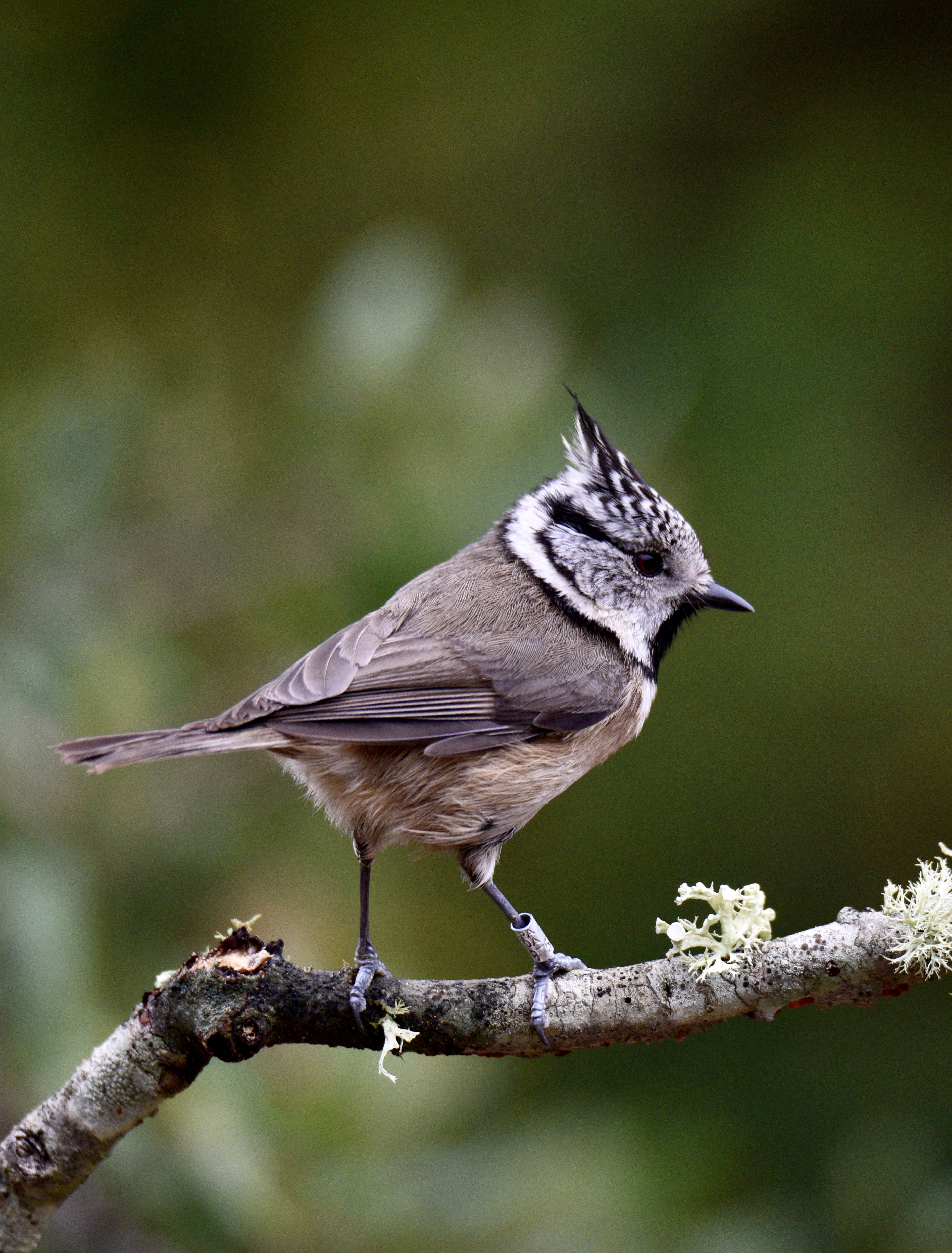
L. c. weifoldi au Portugal.

L'espèce est polytypique. D'après la classification de référence (version 15.1, 2025) de l'Union internationale des ornithologues, l'espèce est constituée des sept sous-espèces suivantes (ordre phylogénique) :
L. c. scoticus (Prazak, 1897)
En Écosse. Semblable à mitratus, mais légèrement plus sombre, avec le dessous un peu plus terne, plus brun et tirant moins sur le cannelle ; plus petite (aile dépliée 60 à 66 mm chez le mâle, 58 à 65 mm chez la femelle).
L. c. abadiei (Jouard, 1929)
En Bretagne. Semblable à mitratus, avec qui elle s'intergrade dans le centre-ouest de la France, mais avec le front, les joues et les franges de la couronne lavées de chamois, le dessous plus soutenu et plus roux, le croupion plus cannelle-orange et les flancs plus vifs, lavés d'un cannelle plus soutenu. Même taille que scoticus, en plus roux.
L. c. weigoldi (Tratz, 1914)
Dans l'ouest et le sud de la péninsule Ibérique. S'intergrade avec mitratus dans le sud de la Galice, la région de Murcie et peut-être la Sierra de Gredos. Peu différenciée des autres, très similaire à scoticus, avec un dessus un peu plus pâle et gris et un dessous plus blanc. Petite, de taille similaire à abadiei et scoticus (aile dépliée 60 à 65,5 mm chez le mâle, 57,5 mm chez la femelle).
L. c. cristatus (Linnaeus, 1758)
Sous-espèce nominale. De la Fennoscandie jusqu'aux Carpates roumaines orientales, la Russie, le Kosovo et la Macédoine, le sud de la Bulgarie, l'Albanie et la Grèce. Similaire à mitratus, avec le dessus d'un gris plus froid, le dessous plus blanc, les flancs lavés de chamois grisé. L'aile dépliée mesure 61 à 68 mm chez le mâle, 59 à 64,5 mm chez la femelle.
L. c. baschkirikus (Snigirewski, 1931)
Sud des monts Oural : au sud de Iekaterinbourg et en Bachkirie. Pour certains auteurs, sous-espèce incluse dans cristatus. Semblable à cette dernière, mais le dessus plus pâle et plus gris, les flancs seulement faiblement teintés de chamois.
L. c. mitratus (Brehm, 1831)
Centre et ouest de l'Europe, de la Catalogne au nord des Balkans, en passant par la France (à l'exception de la Bretagne), les Alpes, l'est de l'Allemagne, la Tchéquie, l'ouest de la Hongrie, le Monténégro et l'ouest de la Serbie. S'intergrade avec cristatus dans une vaste zone allant des pays baltes et de la Pologne à l'est de la Serbie, en passant par la Slovaquie, le nord de la Hongrie, le bassin des Carpates et les monts Apucènes, où la sous-espèce semble être dimorphique, avec des individus bruns d'une part et des individus gris de l'autre.
L. c. bureschi (von Jordans, 1940)
De l'Albanie à la Bulgarie et à la Grèce. Très légèrement plus pâle et grise que cristatus, avec un dessous un peu plus terne, mais plus sombre que baschkirikus, et les flancs plus jaunes. Pour certains auteurs, sous-espèce incluse dans cristatus.

## La Mésange huppée et l'être humain

### Conservation
Comme tous les animaux dépendant directement ou indirectement du bois mort, la Mésange huppée a sans doute beaucoup souffert de la raréfaction des arbres vieux, sénescents ou morts en forêt. Les monitorings de la « Station ornithologique suisse » ont démontré que la restauration de la quantité et qualité des bois morts et sénescents (suivi par l'Inventaire forestier national suisse) a permis une nette augmentation des populations reproductrices des espèces forestières dépendante de plusieurs types de bois mort (pic noir, pic épeiche, pic mar, pic épeichette, pic vert, pic tridactyle  ainsi que mésange huppée, mésange boréale et grimpereau des bois)  de 1990 à 2008, bien dans une mesure variant selon ces espèces. Pour toutes les espèces suivies, hormis pour le pic vert et le pic mar,,, la disponibilité croissante en bois mort semble  être le facteur explicatif le plus important. Ces espèces consommant les insectes parasites des arbres, on peut supposer que la résilience écologique des forêts en sera améliorée.

### Protection
La Mésange huppée bénéficie d'une protection totale sur le territoire français depuis l'arrêté ministériel du 17 avril 1981 relatif aux oiseaux protégés sur l'ensemble du territoire. Il est donc interdit de la détruire, la mutiler, la capturer ou l'enlever, de la perturber intentionnellement ou de la naturaliser, ainsi que de détruire ou enlever les œufs et les nids, et de détruire, altérer ou dégrader son milieu. Qu'elle soit vivante ou morte, il est aussi interdit de la transporter, colporter, de l'utiliser, de la détenir, de la vendre ou de l'acheter.

## Galerie

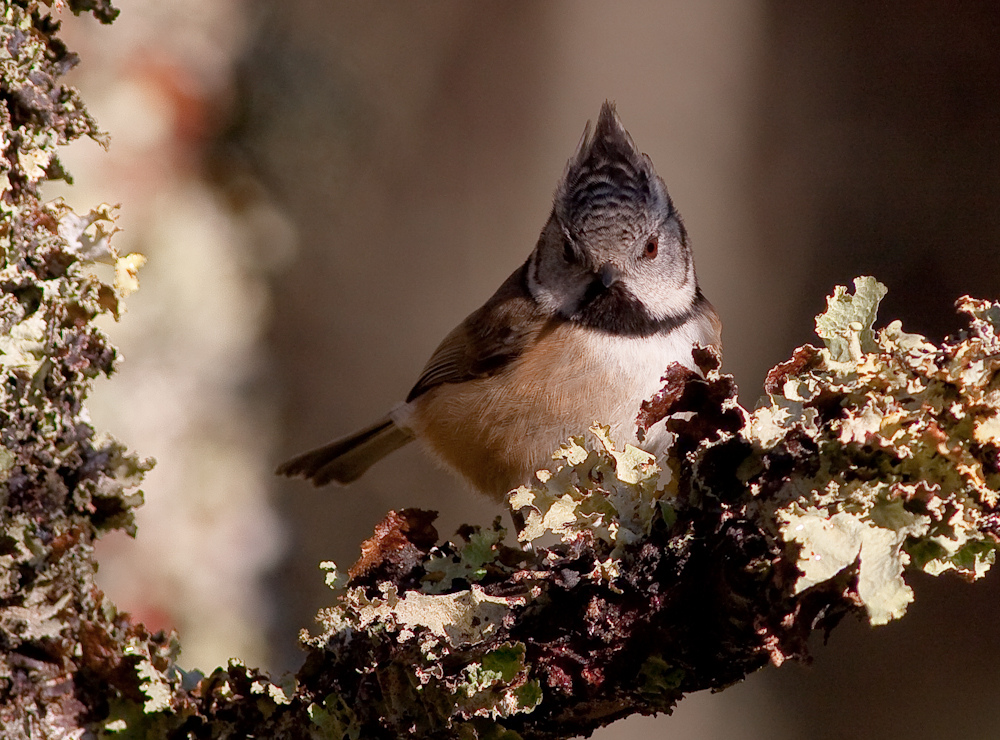
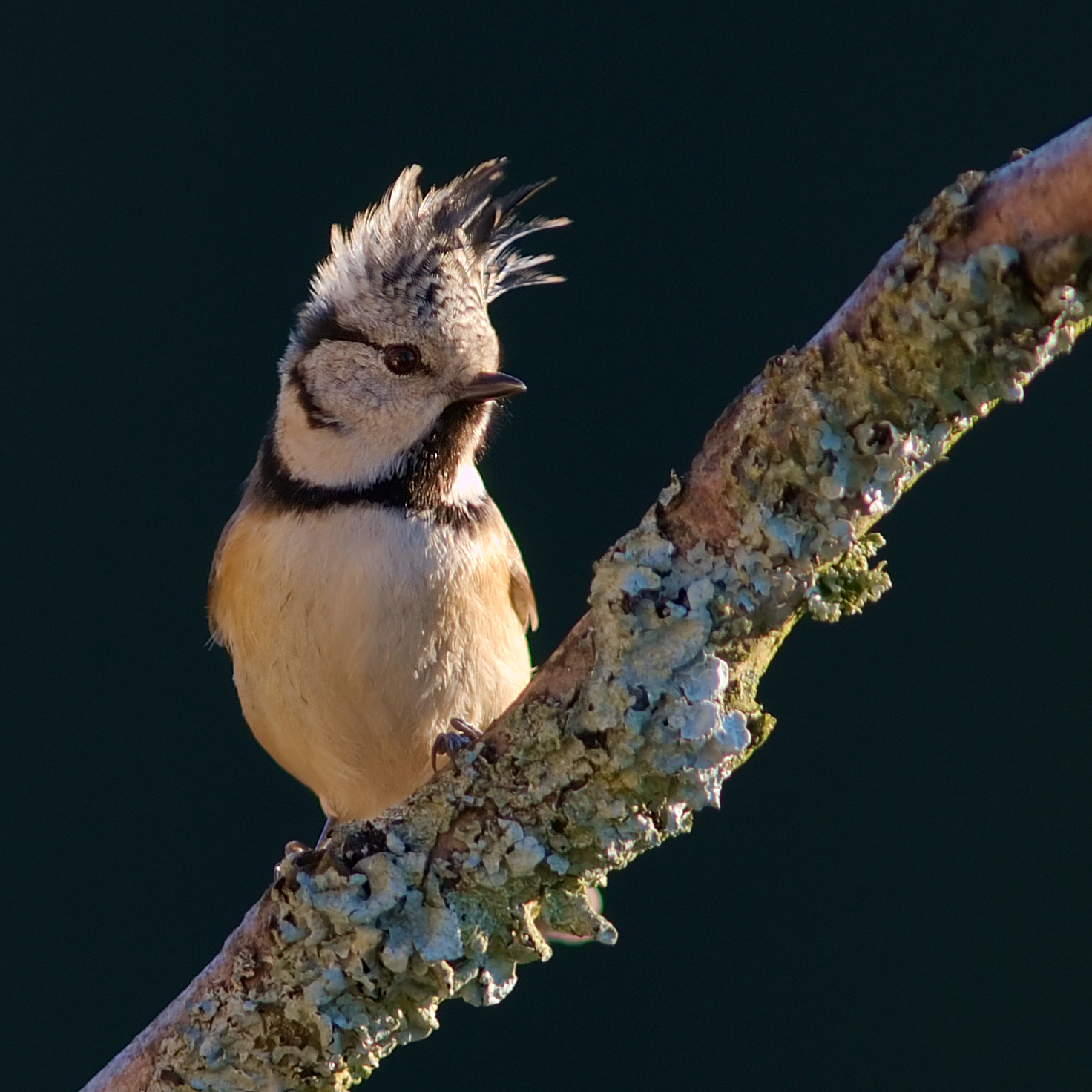
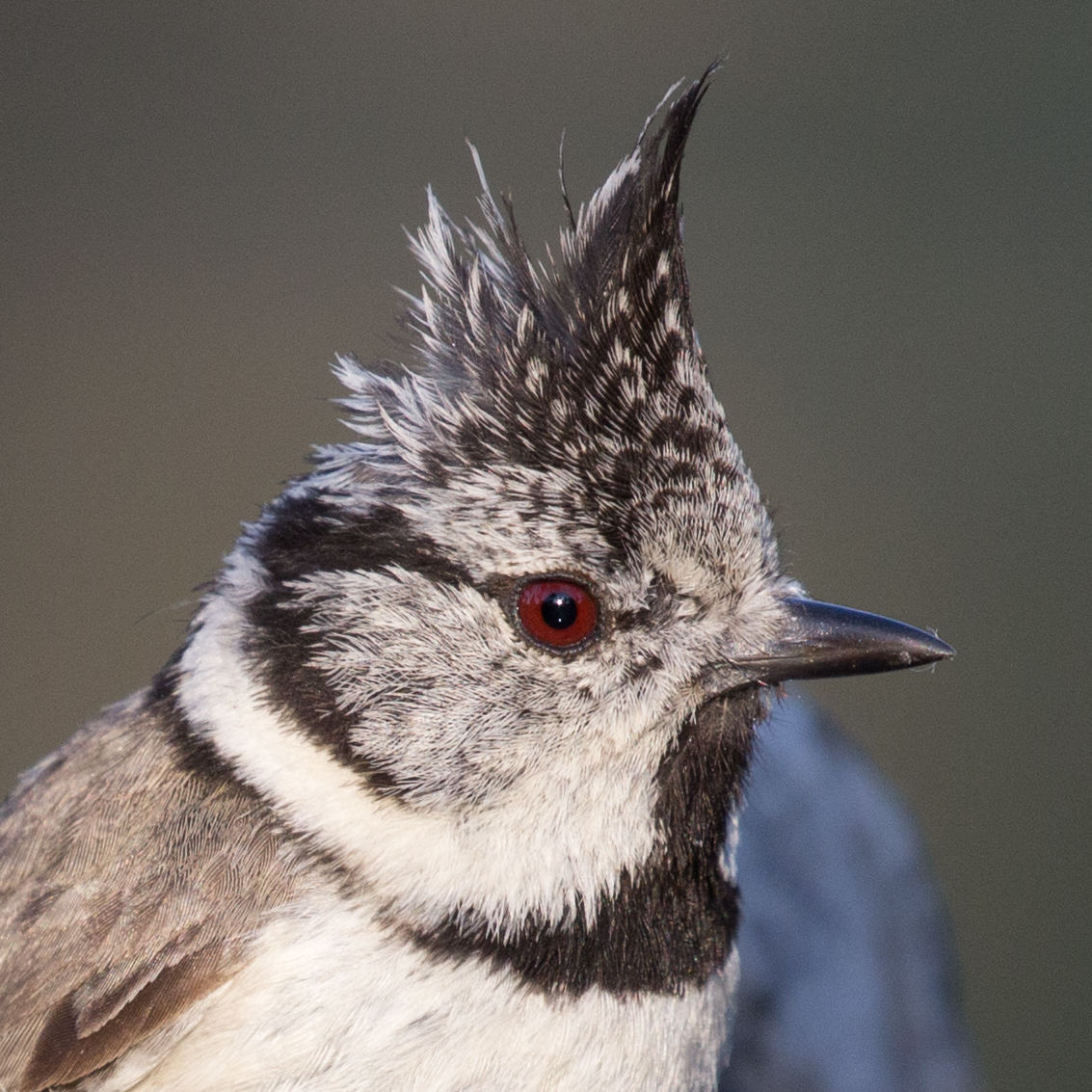
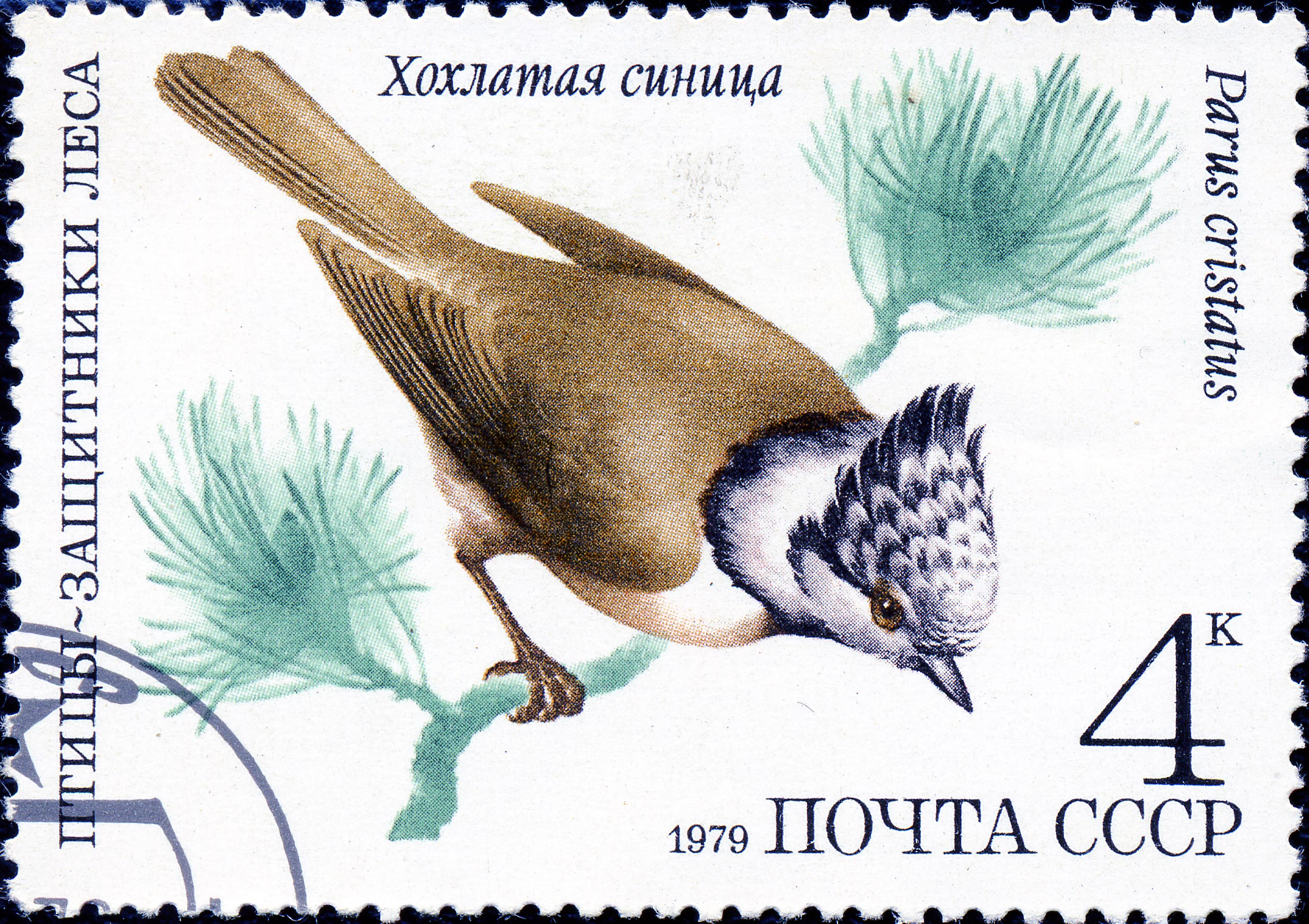
Timbre soviétique de 1979.